# オックスフォード大学物理学科

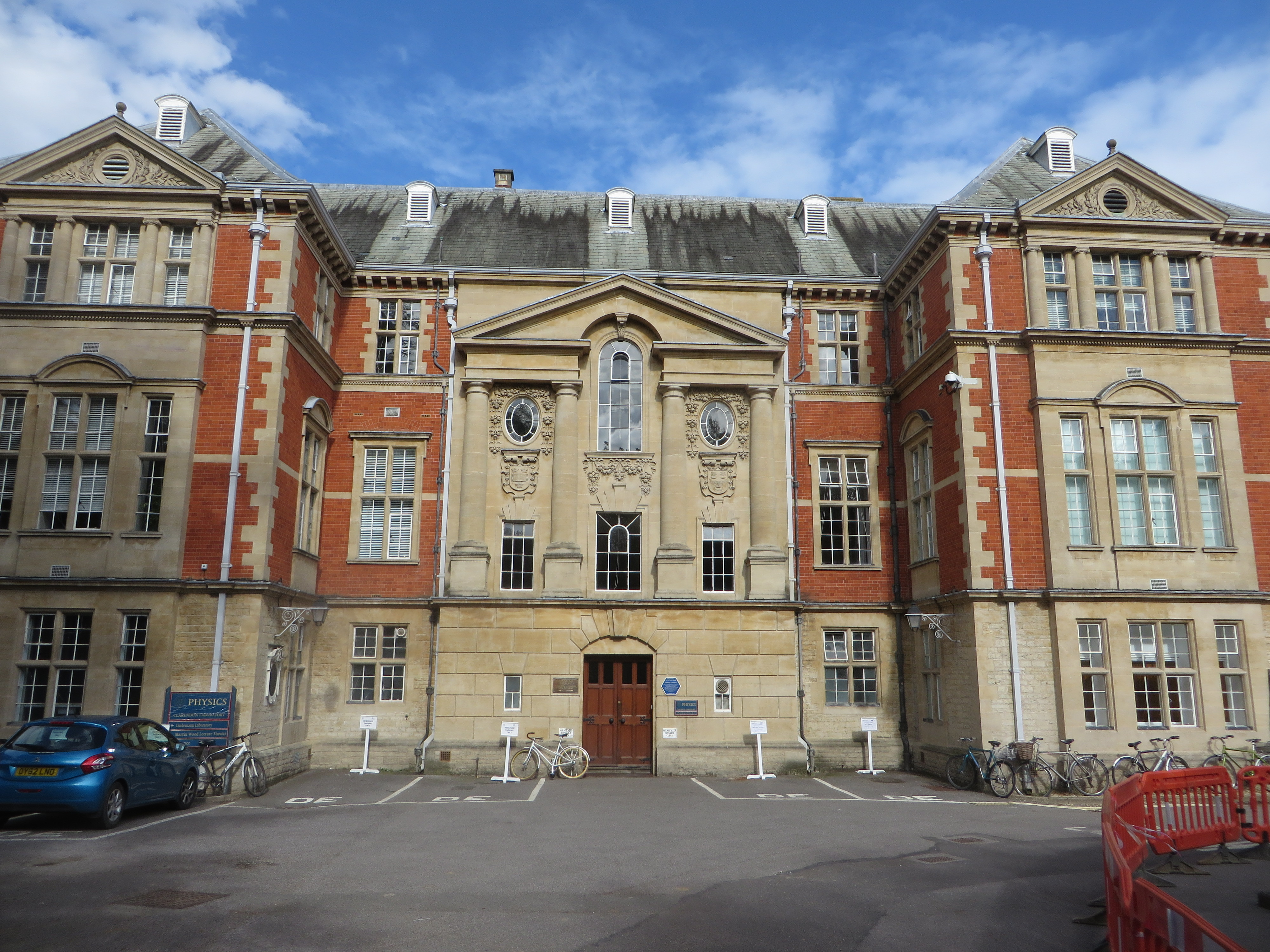
クレランドン研究所

オックスフォード大学物理学科（Department of Physics, University of Oxford）は、オックスフォード大学のDepartment。物理学部とも。

## 施設
- クラレンドン研究所（Clarendon Laboratory）
- デニス・ウィルキンソン・ビルディング（Denys Wilkinson Building）
- ビークロフト・ビルディング（Beecroft Building）

## 教員
- ロバート・フック（イギリスの哲学者）
- エドモンド・ハレー（イギリスの天文学者）
- エドウィン・ハッブル（アメリカの天文学者）
- スティーブン・ホーキング（理論物理学者）
- フレデリック・リンデマン（イギリスの物理学者）
- エルヴィン・シュレーディンガー（ノーベル物理学賞）
- ティム・バーナーズリー（ワールドワイドウェブの発明者）
- アーネスト・アンブラー（イギリス系アメリカ人の物理学者）
- ニール・ファーガソン（イギリスの疫学者）
- クリストファー・ルエリン・スミス卿（名誉物理学教授）
- デニス・W・シアマ（イギリスの物理学者）
- イアン・ワルムスリー（フック実験物理学教授職）
- ジェームズ・ブラッドリー（イギリスの天文学者）
- マーティン・ライル卿（イギリスの天文学者、ノーベル物理学賞）